# جزیره سورنی
جزیره سورنی (روسی: Се́верный о́стров) به معنای جزیره شمالی، جزیره شمالی مجمع‌الجزایر نوایا زملیا که در فاصله تقریبی ۴۰۰ کیلومتری خاک اصلی روسیه قرار دارد. این جزیره با مساحت ۴۸٬۹۰۴ کیلومتر مربع، ۲۹مین جزیره بزرگ دنیا به‌شمار می‌رود. جزیره سورنی بخشی از پارک ملی شمالگان روسیه است.
جزیره سورنی بزرگ‌ترین جزیره در میان جزایر شمالگانی روسیه است و پس از جزیره ساخالین، دومین جزیره بزرگ روسیه و چهارمین جزیره بزرگ اروپا به‌شمار می‌رود.

## نگارخانه

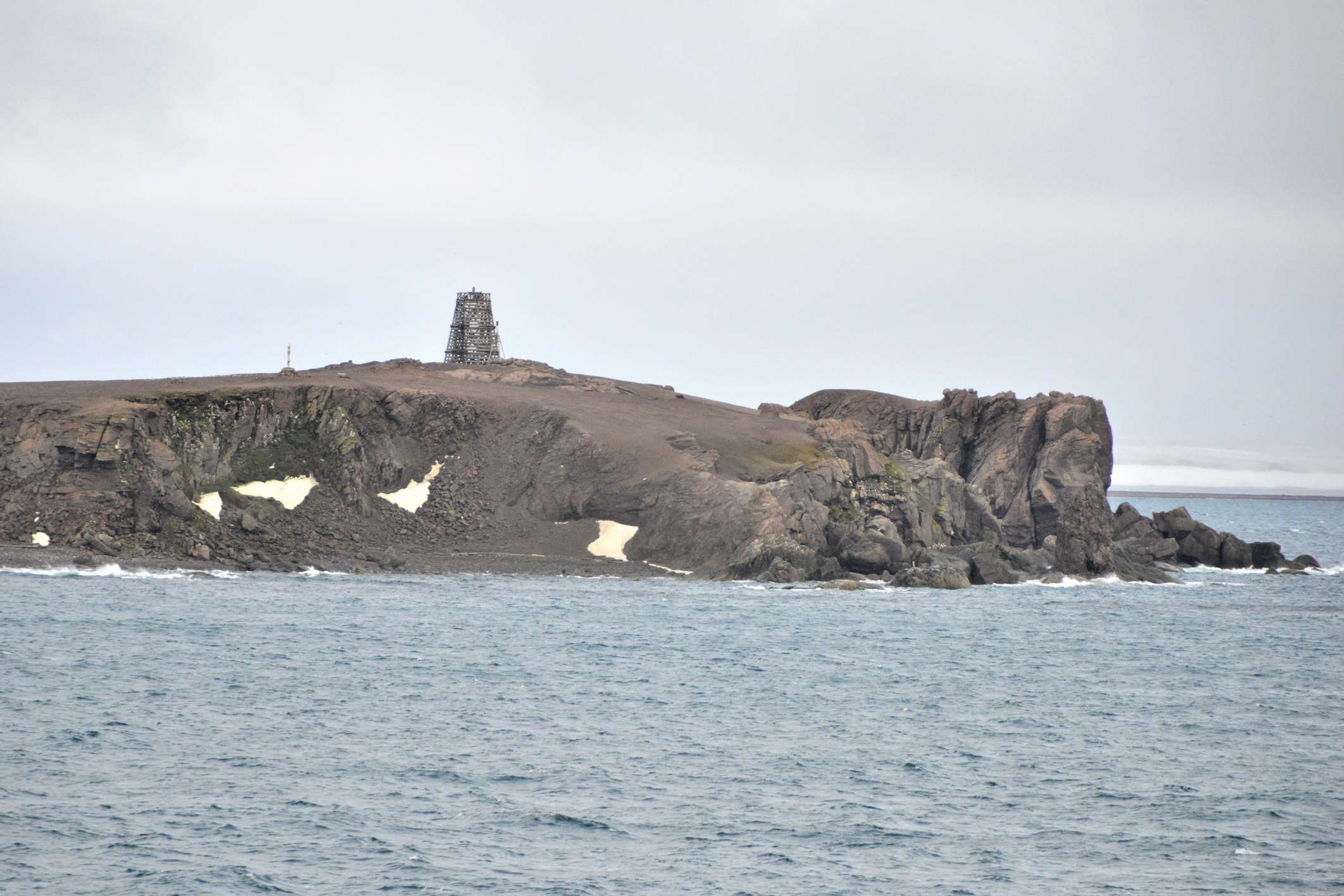
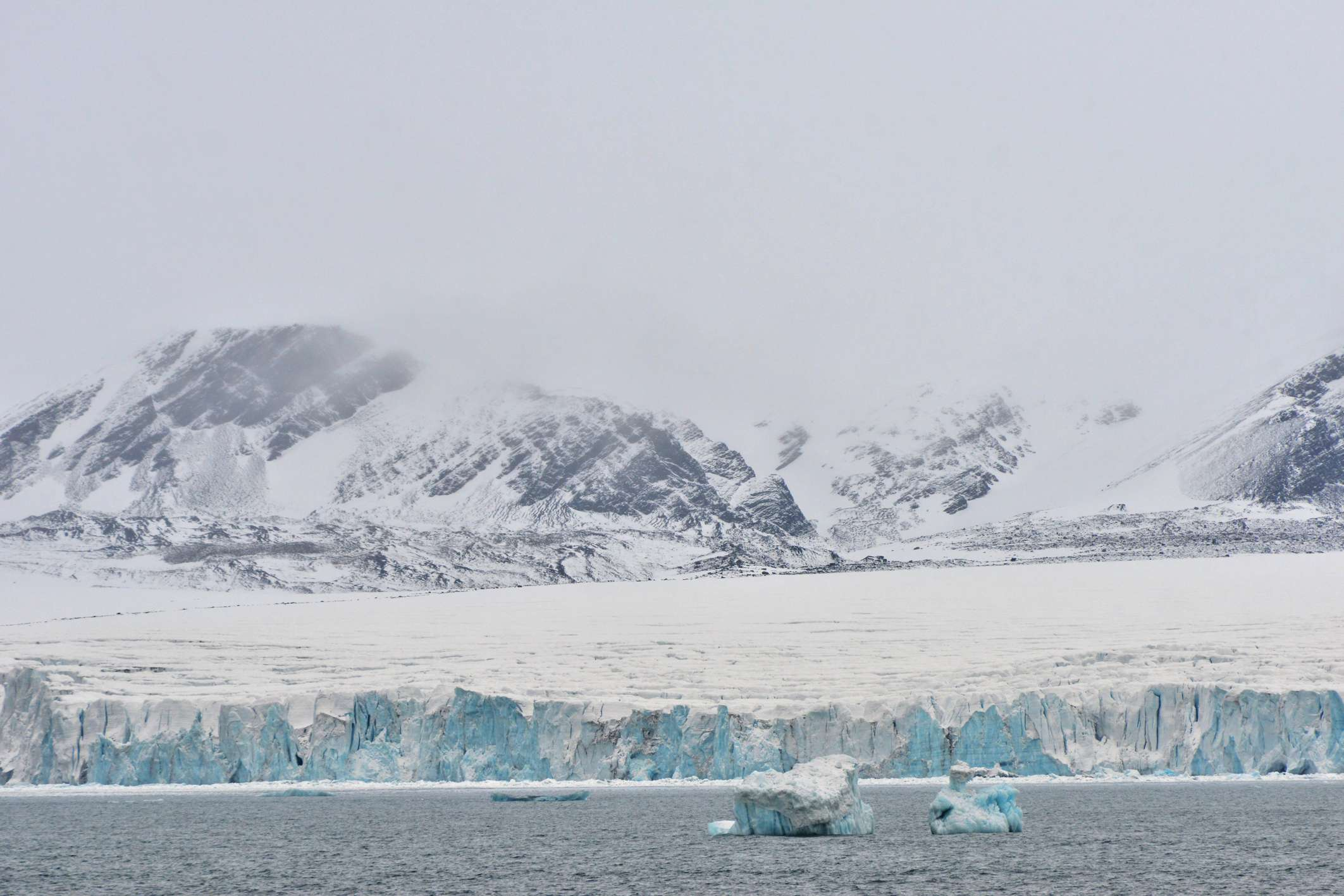
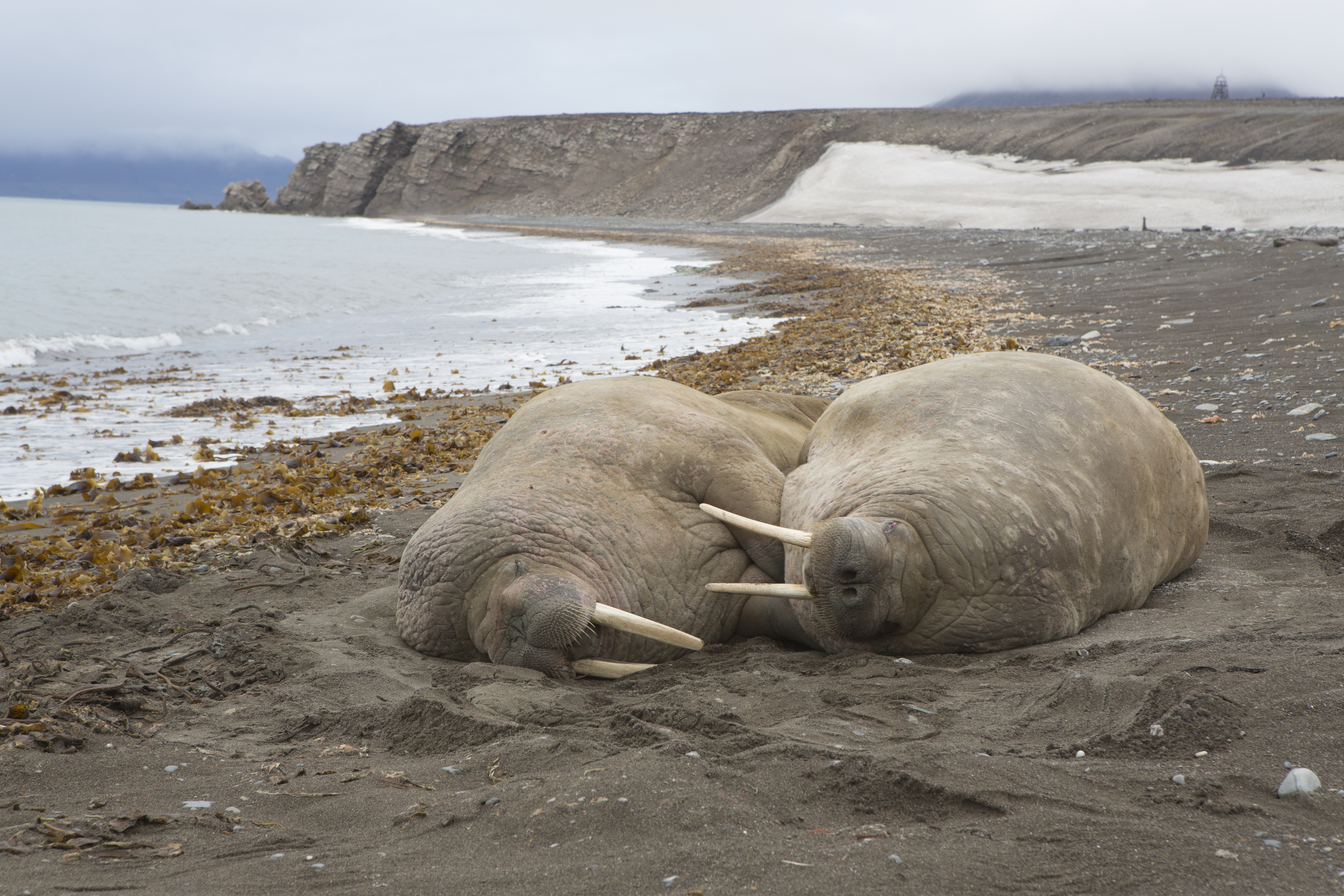